# T-906
T-906 là một tàu tên lửa của Quân chủng Hải quân, Quân đội nhân dân Việt Nam.